# فرانچسکو رامپی
فرانچسکو رامپی (انگلیسی: Francesco Rampi؛ زادهٔ ۲۰ ژانویهٔ ۱۹۹۱) بازیکن فوتبال اهل ایتالیا است.
از باشگاه‌هایی که در آن بازی کرده‌است می‌توان به باشگاه فوتبال مونتسا، باشگاه فوتبال پروجا، باشگاه فوتبال لیورنو، و باشگاه فوتبال رجانا اشاره کرد.